# Alexandre Feraga
Alexandre Feraga est un écrivain français né en 1979.

## Biographie
En 2014, il est remarqué pour son premier roman, Je n'ai pas toujours été un vieux con.

## Romans
- Je n'ai pas toujours été un vieux con, Flammarion, 2014  (ISBN 9782213687483)
- La femme comète, Fayard, 2015  (ISBN 9782213687483)
- Le dernier cerveau disponible, J'ai Lu, 2020  (ISBN 9782290155103)
- Après la mer, Flammarion, 2019  (ISBN 9782081451100)
- Charlie s'en mêle, Flammarion, 2020  (ISBN 9782081496194)

- Le frère impossible, Flammarion, 2023  (ISBN 9782080280183)
- Les trajectoires du cœur, Cité des livres, 2024  (ISBN 9782494831131)